# La casa de los Rothschild
La casa de los Rothschild (The House of Rothschild en inglés) es una película de 1934 dirigida por Alfred L. Werker y protagonizada por George Arliss, Loretta Young y Boris Karloff. La película narra la historia de la famosa familia de banqueros Rothschild.

## Sinopsis
En 1780, en Fráncfort, Prusia, el joven Nathan Rothschild advierte a sus padres, Amschel y Guttle, que vendrá un agente fiscal. Se apresuran a ocultar sus riquezas, incluidas monedas, plata, etc. El agente exige 20.000 florines, una suma exorbitante, pero acepta un soborno de 5.000. Sin embargo, la satisfacción de Nathan dura poco; un mensajero que le llevaba 10.000 florines es interceptado y las autoridades fiscales confiscan el dinero. Nathan les dice a sus hijos que intenta ser lo más honesto posible, pero las autoridades antisemitas no se lo permiten; luego exhorta a sus hijos a adquirir dinero, porque “el dinero es poder” y defensa del pueblo.
Posteriormente, mientras Mayer Rothschild yace en su lecho de muerte, encarga a sus cinco hijos fundar bancos en diferentes países europeos: Amschel en Fráncfort, Salomon en Viena, Nathan en Londres, Carl en Nápoles y Jacob en París. Porque en tiempos de guerra corren el riesgo de ser robados por el enemigo y en tiempos de paz por sus propios compatriotas. De este modo pueden recurrir a los bancos de los otros hermanos.
Treinta y dos años después, los hijos se encuentran dirigiendo sus establecimientos bancarios. En ese momento, Francia se impone en Europa durante las guerras napoleónicas. Luego, el príncipe austríaco Metternich pidió a Salomon que recaudara 15 millones de florines para ayudar a derrotar a Napoleón. A los otros hermanos se les hace peticiones similares. Nathan se niega a prestar al gobierno británico cinco millones de libras para repeler al enemigo, pero ofrece el doble de dinero al duque de Wellington para aplastarlo.
Después de la victoria, el Duque de Wellington le dice a Nathan que las potencias victoriosas van a hacer un préstamo muy grande a Francia para ayudarla a recuperarse de la guerra. El ganador se convertirá en el banco más poderoso y prestigioso de Europa.
La oferta de Nathan es la mejor, pero es rechazada principalmente a favor de Barings Bank. Cuando Nathan exige saber el motivo, el conde prusiano Ledrantz (a pesar de haber solicitado un préstamo de guerra a los Rothschild) explica que fue descartado por un "tecnicismo", porque Nathan es judío. Nathan se entera de que la cuarta parte del préstamo no concedido a Barings recaerá en Ledrantz, Metternich y Talleyrand, quienes obtendrán enormes beneficios. Nathan los supera financieramente, llevándolos al borde de la ruina y el deshonor; capitulan y le entregan todo el préstamo. Sin embargo, esto le ha amargado un poco. 
Estallan disturbios antijudíos en toda Alemania, instigados por Ledrantz. Nathan regresa a Fráncfort y, bajo la presión de su propia gente, acepta someterse a Ledrantz. Sin embargo, antes de que pueda, recibe la noticia de que Napoleón ha escapado del exilio. Los hermanos de Nathan, temerosos de sus posiciones, quieren apoyar al restaurado emperador francés. Sin embargo, Nathan se niega a hacerlo. Con Ledrantz y otros, una vez más, necesitados desesperadamente de apoyo financiero, les arranca un tratado que les otorga a los judíos derechos, libertades y dignidades que durante mucho tiempo les fueron negados. Con Napoleón aparentemente invencible, Nathan decide arriesgarlo todo para apoyar a los aliados. Justo antes de arruinarse, recibe la noticia de que Wellington ha ganado la batalla de Waterloo, y no sólo se salva, sino que se convierte en el hombre más rico del mundo y se le otorga el título de barón.

## Reparto
- George Arliss: Mayer Rothschild / Nathan Rothschild
- Boris Karloff: Conde Ledrantz
- Loretta Young: Julie Rothschild
- Robert Young: Capitán Fitzroy
- C. Aubrey Smith: Arthur Wellesley, Duque de Wellington
- Arthur Byron: Sir Francis Baring
- Helen Westley: Gudula Rothschild
- Reginald Owen: John Charles Herries
- Florence Arliss: Hannah Rothschild
- Alan Mowbray: Klemens von Metternich
- Holmes Herbert: Rowerth
- Paul Harvey: Salomon Mayer Rothschild
- Ivan Simpson: Amschel Mayer Rothschild
- Noel Madison: Carl Mayer von Rothschild
- Murray Kinnell: James Mayer de Rothschild
- Oscar Apfel: Oficial prusiano
- Lumsden Hare: Príncipe Regente

## Recepción
La película recibió críticas positivas de varias revistas estadounidenses; Aunque la película no hizo referencia a los acontecimientos actuales en Alemania, algunos críticos notaron similitudes con el trato que el régimen nazi dio a los judíos alemanes, como el columnista de Time, quien la consideró "astutamente oportuna para tocar indirectamente el actual acoso a los judíos en Alemania". También fue respaldado públicamente por el Consejo Nacional de Mujeres Judías, lo que ayudó a que fuera aceptable.
La película fue el mayor éxito del año para Twentieth Century Pictures, que se había formado recién en junio de 1933. Fue una de las películas más populares del año de United Artists. Fue nominada al Premio Óscar a la Mejor Película en la edición de 1935.

## Inexactitudes históricas
La película se toma varias libertades creativas con la historia de la familia Rothschild. Amschel Rothschild no murió hasta 1812; durante las últimas etapas de las Guerras Napoleónicas y en la película se lo retrata como si no hubiera vivido para verlo. Sólo dos de sus cinco hijos estuvieron presentes en su lecho de muerte; el resto ya estaba establecido en otros países europeos.
Nathan Rothschild (nacido en 1777) tendría sólo tres años en 1780, cuando comienza la película. La relación entre el Capitán Fitzroy y Julie Rothschild es ficticia; Nathan Rothschild no tuvo una hija llamada Julie. En realidad el Capitán Fitzroy se casó en 1839 con Hannah Rothschild, la segunda hija de Nathan (nacida en 1815).
Además, en el siglo XVIII, Fráncfort era una ciudad libre en el Sacro Imperio Romano. No perteneció a Prusia hasta 1866.
El conde prusiano Ledrantz, el antagonista de Nathan Mayer, era un personaje puramente ficticio escrito para la película.